# Jan Dusík
Jan Dusík, né le 25 avril 1975 à Plzeň, est un avocat, haut fonctionnaire et expert en développement durable tchèque, membre du Parti vert.